# José Maria da Piedade de Lancastre Silveira Castelo Branco de Almeida Sá e Meneses
José Maria da Piedade de Lencastre Silveira Castelo Branco de Almeida Sá e Meneses nasceu em 7 de fevereiro de 1784 e morreu, suspeita-se que envenenado, em Londres, em 11 de fevereiro de 1827. Foi o 4.º Marquês de Abrantes.
Acompanhou seu pai, o 3.º Marquês de Abrantes, na  comissão portuguesa a Baiona, na França, onde esteve prisioneiro. Partidário e último valido do infante D. Miguel de Bragança, atribuiu-se-lhe a responsabilidade no assassinato do Marquês de Loulé, em 1824, no que teria sido auxiliado pelo seu sota Leonardo. O Marquês, para evitar ser preso, fugiu para a Itália; em 1826, julgando estar incluído na anistia promulgada por D. Pedro IV de Portugal, voltou a Lisboa, porém o ministério nem o deixou desembarcar, fugindo então para Londres, onde morreu.

## Casamento e descendência
Casou em 1806 com D. Helena do Santíssimo Sacramento de Vasconcelos e Sousa, falecida a 9 de Fevereiro de 1846 na freguesia da Lapa (Lisboa), filha do marquês de Castelo Melhor.
1. D. Pedro José Maria da Piedade de Alcântara Xavier de Lencastre nasceu em 22 de outubro de 1816 e morreu em 2 de setembro de 1847), 5.º marquês de Abrantes.  Par do reino em 1842, por sucessão de seu avô, por já ter falecido seu pai. Não deixando herdeiros, os títulos de Marquês de Abrantes, Conde de Vila Nova de Portimão e Conde de Penaguião passaram para o seu sobrinho, José Maria de Lancastre e Távora (1864-1917).